# Orchopeas latens
Orchopeas latens är en loppart som först beskrevs av Jordan 1925.  Orchopeas latens ingår i släktet Orchopeas och familjen fågelloppor. Inga underarter finns listade i Catalogue of Life.